# 乃木村
乃木村（のぎむら）は、島根県八束郡にあった村。現在の松江市上乃木、浜乃木、乃木福富町、乃白町、田和山町にあたる。

## 地理
- 湖沼：宍道湖[1]
- 河川：忌部川[1]

## 歴史
- 1889年（明治22年）4月1日、町村制の施行により、意宇郡乃木村、松江分（一部）、福富村、乃白村（一部）が合併して村制施行し、乃木村が発足[1][2]。
- 1896年（明治29年）4月1日、郡の統合により八束郡に所属[2]。
- 1897年（明治30年）家畜市場開設[1]。
- 1907年（明治40年）県立農林学校種畜場開設[1]。
- 1932年（昭和7年）床几山に松江放送局（現NHK松江放送局）開設[1]。
- 1947年（昭和22年）11月29日、昭和天皇が国立松江病院を訪問。患者らを慰問（昭和天皇の戦後巡幸）[3]。
- 1950年（昭和25年）9月21日、松江市に編入され廃止[1][2]。

### 地名の由来
『出雲国風土記』記載の野代社（ぬしろのやしろ）・津間抜池（つまぬきのいけ）の、野代抜（ぬき）が乃白、野城、野木などと転化し乃木となった。

## 産業
- 農業[1]

## 交通

### 鉄道
- 1937年（昭和12年）国有鉄道山陰本線、乃木駅開設[1]。

## 名所・旧跡・観光地
- 善光寺（観音堂、福王寺）（出雲三十三観音道場、三十二番札所）[1]